# Blepharita xylinoides
Blepharita xylinoides är en fjärilsart som beskrevs av Bang-Haas 1912. Blepharita xylinoides ingår i släktet Blepharita och familjen nattflyn. Inga underarter finns listade i Catalogue of Life.